# 広幡長忠
広幡 長忠（ひろはた なかただ）は、江戸時代中期の公卿。官位は正二位権大納言まで進んでいる。広幡家3代。父は第2代当主の広幡豊忠（内大臣）。妻は醍醐冬熙（左大臣）の娘。子に広幡輔忠（前豊）（内大臣）、久我信通（久我家養子・内大臣）、娘に西園寺賞季室、伊達重村室観心院がいる。

## 経歴
父・豊忠の跡を継いだ三人の兄が相次いで没したため、広幡家の当主となり、1720年（享保5年）に叙爵。以降累進して1728年（享保13年）に従三位に達して公卿に列する。1729年（享保14年）に踏歌節会外弁となり、1730年（享保15年）に権中納言。1731年（享保16年）から1735年（享保20年）の間には皇太子昭仁親王（桜町天皇）の春宮大夫となる。同年正三位。1735年（享保20年）に権大納言となった。1744年（延享元年）に正二位を授与された。しかし1756年（宝暦6年）に出家し、四十六歳にして朝廷を去った。法名は承恵。1771年（明和8年）に入寂。享年61。

## 系譜
- 父：広幡豊忠
- 母：家女房
- 妻：醍醐冬熙の娘
- 妻：仲小路氏
  - 女子：観心院（1745-1805）（伊達重村室）
- 妻：家女房
  - 男子：広幡前豊（1742-1784）
  - 男子：久我信通（1744-1795）
- 生母不詳
  - 女子：西園寺賞季室